# 혼자가 아니야 (아마치 마리의 노래)
〈혼자가 아니야〉(일본어: ひとりじゃないの 히토리쟈나이노[*])는 일본의 가수 아마치 마리의 세 번째 싱글로, 1972년 6월 21일 발매되었다. (7" Vinyl: SOLA-24) 곡의 작사는 코타니 나츠 (小谷夏), 작곡은 모리타 코이치 (森田公一), 편곡은 마카이노 슌이치 (馬飼野俊一)가 담당하였다. B 사이드 곡은 〈주머니에 눈물〉(ポケットに涙 포켓토니나미다[*])이며 작사자와 작곡자는 A 사이드와 동일하고, 편곡까지 모리타가 맡았다. "코타니 나츠"는 아마치 마리가 이전에 출연했던 TBS의 드라마 《시간이에요》(時間ですよ)의 연출가인 쿠제 테루히코 (久世光彦)의 필명이다.
이 작품은 아마치 마리의 최대 히트곡으로, 동년 6월 12일부터 7월 17일까지 오리콘 싱글 차트에서 1위를 기록하였다. 이 곡으로 제23회 NHK 홍백가합전에 처음으로 출연하였다. 1971년에 데뷔한 세 여성 아이돌 가수 미나미 사오리, 코야나기 루미코, 아마치 마리를 묶어 "신 산닌무스메" (新三人娘)라고 불렀으며, 제23회 홍백가합전이 있던 해가 처음으로 셋이 동반 출연한 때이기도 하다. 아마치는 이 곡으로 1972년에 있었던 제14회 일본레코드대상에서 대중상을, 제5회 일본유선대상에서 대중상을, 제3회 일본가요대상에서 방송음악상을 수상했다.
한편 영화에서는 2013년 개봉한 《에반게리온 신극장판: Q》의 도입부의 전투 장면에서, 등장인물 마키나미 마리 일러스트리어스가 이 곡을 부르는 장면이 실려 있다.

## 수록곡
| #            | 제목                                     | 작사         | 작곡          | 편곡            | 재생 시간 |
| ------------ | ---------------------------------------- | ------------ | ------------- | --------------- | --------- |
| 1.           | 〈〈혼자가 아니야〉〉 (ひとりじゃないの) | 코타니 나츠  | 모리타 코이치 | 마카이노 슌이치 | 3:34      |
| 2.           | 〈〈주머니에 눈물〉〉 (ポケットに涙)     | 코타니 나츠  | 모리타 코이치 | 모리타 코이치   | 2:58      |
| 총 재생 시간 | 총 재생 시간                             | 총 재생 시간 | 총 재생 시간  | 총 재생 시간    | 6:32      |